# Johannes Deichmüller
Johannes Victor Deichmüller (auch Johannes Viktor Deichmüller, * 14. April 1854 in Dresden; † 3. November 1944 ebenda) war ein deutscher Prähistoriker und Paläontologe.

## Leben
Johannes Victor Deichmüller besuchte nach seiner Schulausbildung das Königlich Sächsische Polytechnikum in Dresden. Er war ein Schüler von Hanns Bruno Geinitz, dem Direktor des Mineralogisch-geologischen und praehistorischen Museums in Dresden, der ihn bereits 1874 in die Naturwissenschaftliche Gesellschaft ISIS einführte. 1877 wurde Deichmüller zum Wissenschaftlichen Hilfsarbeiter und 1879 zum ersten leitenden wissenschaftlichen Mitarbeiter der vorgeschichtlichen Sammlungen berufen. Hier wirkte er bis 30. September 1923 als Kustos am Museum und Landespfleger für die Altertümer der Vorzeit.
Deichmüller, der im ersten Jahrzehnt seiner Tätigkeit noch vorwiegend an paläontologischen Themenstellungen  arbeitete, konzentrierte sich später völlig auf die vorgeschichtliche Erforschung Sachsens und gilt als Wegbereiter der sächsischen Landesarchäologie. Nach seiner Denkschrift 1897 an das Königlich Sächsische Ministerium des Innern erhielt er den Auftrag, die sächsischen archäologischen Kulturgüter zu inventarisieren. Seine Denkschrift entsprach inhaltlich der Forderung nach einer Genehmigungspflicht für Ausgrabungen, einer Anzeigepflicht zufälliger Bodenfunde, einer Bestandserfassung aller Denkmale und der Einrichtung einer staatlichen Zentralstelle für derartige Belange und war richtungweisend für die Entwicklung des Sächsischen Denkmalschutzgesetzes.
Im Jahr 1900 wurde das „Königliche Archiv urgeschichtlicher Funde in Sachsen“ gegründet, dessen Aufbau und Leitung Deichmüller innehatte. Ein Jahr später verschickte er sachsenweit 5405 Fragebögen an Behörden, Geistliche, Lehrer, Vereine, Museen, Schulen und an Besitzer von Privatsammlungen mit der Bitte um archäologische Fundmeldungen. Diese Aktion, mit der Deichmüller aufgrund der zahlreichen Rückmeldungen das Archiv weitreichend bestücken konnte, markiert den Ursprung der systematischen Erfassung archäologischer Denkmäler in Sachsen.
Johannes Deichmüller wirkte über 30 Jahre von 1882 bis 1912 und von 1919 bis 1920 als Sekretär, viele Jahre als Sektionsvorsitzender der Vorgeschichte und 1913 für zwei Jahre als Vorsitzender der Naturwissenschaftlichen Gesellschaft ISIS Dresden.
1899 erhielt er als Ehrung für seine langjährige Tätigkeit am Museum den Professorentitel 1903 wurde er zum Königlich Sächsischen Hofrat ernannt.
Am 16. April 1891 wurde Johannes Deichmüller als Mitglied (Matrikel-Nr. 2911) in die Leopoldina aufgenommen. Im Jahr 1902 wurde er Ehrenmitglied der Gesellschaft für Anthropologie und Urgeschichte der Oberlausitz (Görlitz/Bautzen), 1923 Ehrenmitglied der Naturwissenschaftlichen Gesellschaft ISIS Dresden und 1939 Ehrenmitglied der Sächsischen Gesellschaft für Vorgeschichte. 1886 wurde ihm der Königlich Sächsische Verdienstorden II. Klasse, 1909 das Ritterkreuz I. Klasse des Albrechtsordens und 1944 die Goethe-Medaille für Kunst und Wissenschaft verliehen.
Die von ihm konzipierte Dauerausstellung „Vorgeschichtliche Sammlungen“ im Wallpavillon des Dresdner Zwingers wurde 1944 komplett zerstört.

## Schriften
- Fossile Insecten aus dem Diatomeenschiefer von Kutschlin bei Bilin, Böhmen (= Nova Acta Academiae Caesareae Leopoldino-Carolinae Germanicae Naturae Curiosorum 42, 6). Halle 1881 Digitalisat
- mit Hanns Bruno Geinitz: Nachträge zur Dyas II (= Mitteilungen aus dem Königlichen mineralogisch-geologischen und praehistorischen Museum in Dresden 5)., Fischer, Kassel und Berlin 1882 Digitalisat
- Nachträge zur Dyas III. Branchiosaurus petrolei Gaudry sp. aus der unteren Dyas von Autun, Oberhof und Niederhässlich (= Mitteilungen aus dem königlichen mineralogisch-geologischen und praehistorischen Museum in Dresden 6). Fischer, Kassel 1884 Digitalisat
- Die Insekten aus dem lithographischen Schiefer im Dresdener Museum (= Mitteilungen aus dem königlichen mineralogisch-geologischen und praehistorischen Museum in Dresden 7). Fischer, Cassel 1886 Digitalisat
- Vorgeschichtliche Funde in Nerchau-Trebsen in Sachsen (= Mitteilungen aus dem königlichen mineralogisch-geologischen und praehistorischen Museum in Dresden 10). Fischer, Cassel 1892 Digitalisat
- Das Gräberfeld auf dem Knochenberge bei Niederrödern, Sachsen (= Mitteilungen aus dem königlichen mineralogisch-geologischen und praehistorischen Museum in Dresden 12). Fischer, Cassel 1897 Digitalisat
- Sachsens vorgeschichtliche Zeit. In: Robert Wuttke (Hrsg.): Sächsischen Volkskunde. Schönfeld, Dresden 1900, S. 26–50 (Digitalisat).